# Anopedias
Anopedias is een geslacht van vliesvleugelige insecten uit de familie Platygastridae.

## Soorten
- A. lacustris Kieffer, 1926
- A. obscurus Thomson, 1859
- A. sundholmi Huggert, 1974
- A. tritomus Thomson, 1859